# خراندیلا دو لا ورا
خراندیلا دو لا ورا (به اسپانیایی: Jarandilla de la Vera) یک منطقهٔ مسکونی در اسپانیا است که در استان کاسرس واقع شده‌است. خراندیلا دو لا ورا ۶۲ کیلومتر مربع مساحت دارد ۵۸۵ متر بالاتر از سطح دریا واقع شده‌است.